# L'Aventure des Marguerite
Pour plus de détails, voir Fiche technique et Distribution.
L'Aventure des Marguerite est un film français réalisé par Pierre Coré, sorti en 2020. 
Il s'agit de l'adaptation de l'ouvrage jeunesse Le Temps des Marguerite, écrit par Vincent Cuvellier et illustré par Robin, publié en 2009.

## Synopsis
Marguerite, une adolescente de 13 ans vivant en 1942, se glisse dans une malle dite « magique » et se retrouve face à Margot, une autre adolescente du même âge vivant, elle, en 2019. Les deux jeunes filles échangeront leur place ; Marguerite essayera de retrouver ce qu'est devenu son père porté disparu, et demandera de l'aide à son nouvel ami Nathan, tandis que Margot essaiera de retourner à son époque.
Alice, la tante de Marguerite, comprendra d'où vient Margot et elles décideront ensemble de retrouver le père de Marguerite afin d'annuler ce sortilège temporel. Alice en profitera pour demander des informations sur la Seconde Guerre mondiale et sur la vie dans le futur. Dans le présent, le beau-père de Margot ne se doute de rien et ne comprend pas la situation.

## Fiche technique
- Titre original : L'Aventure des Marguerite
- Réalisation : Pierre Coré
- Scénario : Pierre Coré et Stéphane Kazandjian d'après Le temps des Marguerite, écrit par Vincent Cuvellier, illustré par Robin (2009, Gallimard Jeunesse)
- Production : Radar Film et La Station Animation.
- Producteurs: Clément Miserez, Matthieu Warter, Franck Samuel, Christian Ronget, Michel Cortey, Pierre Coré.
- SOFICA : Palatine Etoile 16
- Société de distribution : Pathé Distribution, Orange Studio (France)
- Pays d'origine :  France
- Langue originale : français
- Format : couleur
- Durée : 89 minutes
- Genre : comédie fantastique
- Date de sortie :
  - France : 14 juillet 2020

## Distribution
- Alice Pol : Tante Alice
- Clovis Cornillac : Laurent / Marcel
- Lila Gueneau : Margot / Marguerite
- Anaëlle Othenin-Girard[2],[3]: Nathan
- Wladimir Yordanoff : Grand-père
- Grégori Derangère : Louis
- Anne Charrier : Isabelle
- Geneviève Casile : Tante Alice âgée
- Frédéric Deleersnyder : Contrôleur gare
- Niseema Theillaud : Grand-mère
- Paul Birchard : Hemingway
- Sophie Mounicot : Anne cuisinière de la ferme

## Production
Le tournage s'est déroulé en 2018 en partie dans la région Grand Est,, notamment à Metzet à Xaronval et Le Thillot dans le département des Vosges.
Le campus Jussieu de l'université Sorbonne Université a également servi de lieu de tournage pour les scènes se déroulant dans le collège de Margot.
Également à Mennecy dans l'Essonne pour les scènes dans les chambres, dans la cuisine et le garage.

## Accueil

### Critique
En France, le site Allociné recense une moyenne des critiques presse de 3,1⁄5.
Corinne Renou-Nativel, dans le quotidien La croix, estime que « Ce charmant conte familial mêle habilement aventure, comédie et voyage dans le temps, autour de deux pré-adolescentes en manque de père. ».
Pour Fabrice Leclerc de Paris Match, « Pierre Coré fait preuve d’un style solide à la tête d’un film qui sait aussi évoquer intelligemment les questions d’histoire, de mémoire et de filiation. ».